# John O’Steen

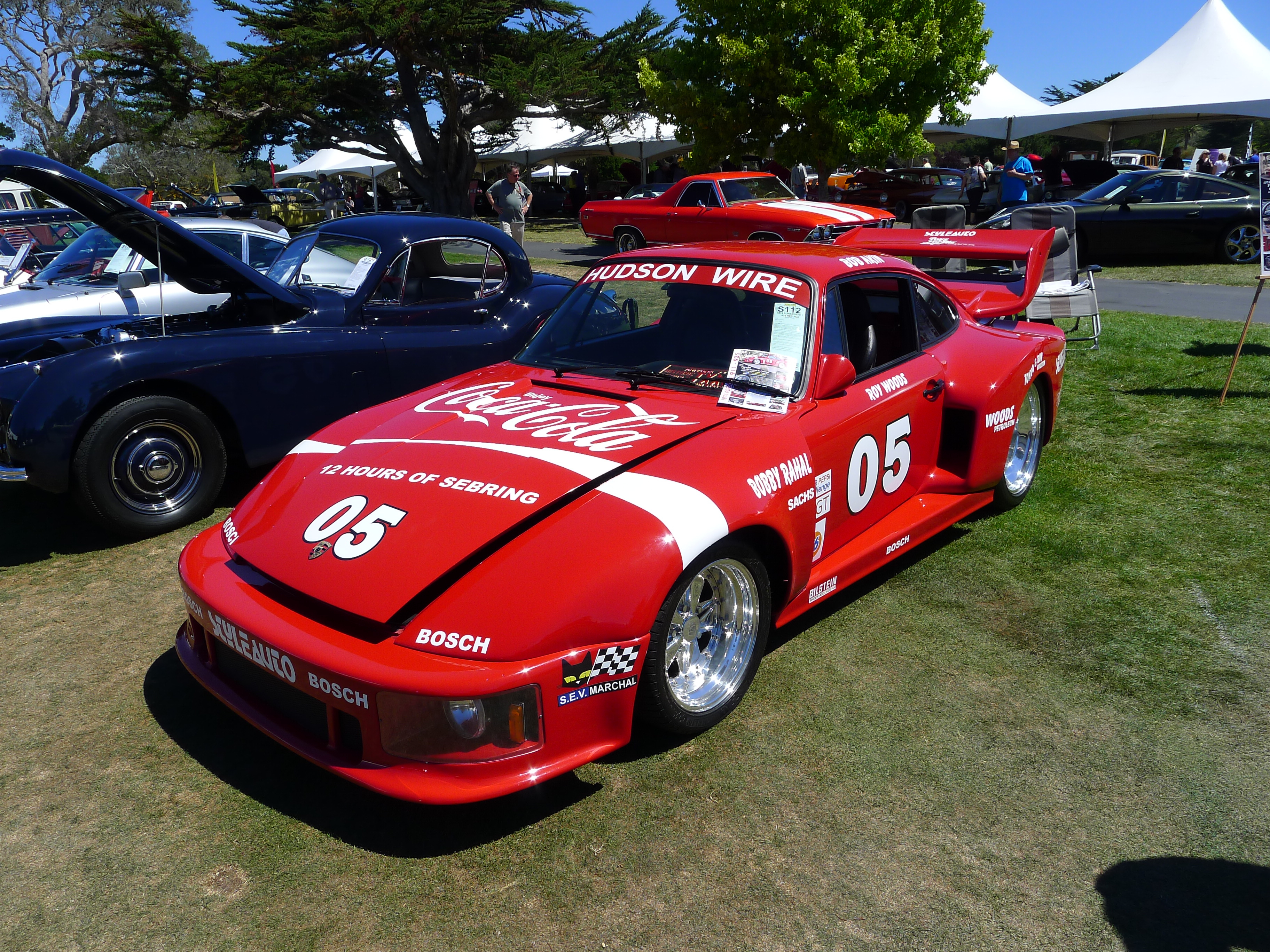
Der Porsche 935, mit dem John O’Steen 1984 in der IMSA-GTP-Serie am Start war

John Albert O’Steen (* 1. März 1944 in Cincinnati) ist ein ehemaliger US-amerikanischer Autorennfahrer.

## Karriere als Rennfahrer
John O’Steen war drei Jahrzehnte im nordamerikanischen Sportwagensport aktiv. Sein erster Start beim 24-Stunden-Rennen von Daytona endete 1973 mit dem elften Gesamtrang. 2000 fuhr er dieses 24-Stunden-Rennen zum letzten Mal. Erneut klassierte er sich als Gesamtelfter. Dazwischen lagen viele Meldungen bei den Rennen der IMSA. Er war langjähriger Rennpartner von Bob Akin, Dave Helmick und Hurley Haywood. Zweimal kam er beim 12-Stunden-Rennen von Sebring auf das Podium der ersten drei der Gesamtwertung. 1975 wurde er mit John Graves und Dave Helmig Dritter und 1983 mit Akin und Dale Whittington Zweiter.

## Statistik

### Le-Mans-Ergebnisse
| Jahr | Team                  | Fahrzeug  | Teamkollege | Teamkollege      | Platzierung | Ausfallgrund |
| ---- | --------------------- | --------- | ----------- | ---------------- | ----------- | ------------ |
| 1984 | B.F. Goodrich Company | Lola T616 | John Morton | Yoshimi Katayama | Rang 10     |              |

### Sebring-Ergebnisse
| Jahr | Team                    | Fahrzeug                  | Teamkollege        | Teamkollege    | Teamkollege  | Platzierung            | Ausfallgrund |
| ---- | ----------------------- | ------------------------- | ------------------ | -------------- | ------------ | ---------------------- | ------------ |
| 1975 | Ecurie Escargot         | Porsche Carrera RSR       | Dave Helmick       | John Graves    |              | Rang 3                 |              |
| 1976 | Ecurie Escargot         | Porsche Carrera RSR       | Dave Helmick       |                |              | Ausfall                | Motorschaden |
| 1977 | John Paul               | Porsche Carrera RSR       | John Paul senior   | John Graves    | Bob Hagestad | Ausfall                | Motorschaden |
| 1983 | Bob Akin Motor Racing   | Porsche 935K3/80          | Dale Whittington   | Bob Akin       |              | Rang 2 und Klassensieg |              |
| 1984 | Bob Akin Motor Racing   | Porsche 935-84            | Hans-Joachim Stuck | Bob Akin       |              | Rang 5                 |              |
| 1986 | Certified Brakes Racing | Argo JM19                 | John Maffucci      | Jim Downing    |              | Rang 9                 |              |
| 1987 | Jim Downing             | Argo JM19                 | John Maffucci      | Jim Downing    |              | Rang 14                |              |
| 1989 | Downing Atlanta         | Argo JM19                 | Howard Katz        | Jim Downing    |              | Rang 23                |              |
| 1990 | Downing Atlanta         | Mazda RX-7                | Amos Johnson       | Jim Downing    |              | Ausfall                | Differential |
| 1991 | Mazda                   | Mazda RX-7                | Brian Redman       | Price Cobb     |              | Rang 12                |              |
| 1993 | Rohr Engineering        | Porsche 911 Carrera 2 Cup | Jochen Rohr        | Rich Moskalik  | Dave White   | Rang 19                |              |
| 1994 | Rohr Engineering        | Porsche 911 Carrera RSR   | Jochen Rohr        | Jeff Purner    |              | Rang 8                 |              |
| 1995 | Rohr Corp               | Porsche 911 GT2           | Jochen Rohr        | Hurley Haywood |              | Ausfall                | Mechanik     |
| 1997 | Schumacher Racing       | Porsche 911 Carrera Cup   | Larry Schumacher   | Will Pace      |              | Rang 11                |              |
| 1998 | Larry Schumacher        | Porsche 911 GT2           | Larry Schumacher   | Robert Nearn   |              | Rang 9                 |              |
| 1999 | Schumacher Racing       | Porsche 911 GT2           | Larry Schumacher   | Robert Learn   |              | Ausfall                | Defekt       |

### Einzelergebnisse in der Sportwagen-Weltmeisterschaft
| Saison | Team               | Rennwagen               | 1   | 2   | 3   | 4   | 5   | 6   | 7   | 8   | 9   | 10  | 11  | 12  | 13  | 14  | 15  | 16  | 17  |
| ------ | ------------------ | ----------------------- | --- | --- | --- | --- | --- | --- | --- | --- | --- | --- | --- | --- | --- | --- | --- | --- | --- |
| 1972   | Ecurie Escargot    | Porsche 911             | BUA | DAY | SEB | BRH | MON | SPA | TAR | NÜR | LEM | ZEL | WAT |     |     |     |     |     |     |
| 1972   | Ecurie Escargot    | Porsche 911             |     |     |     |     |     |     |     | 11  |     |     |     |     |     |     |     |     |     |
| 1973   | Ecurie Escargot    | Porsche Carrera RSR     | DAY | VAL | DIJ | MON | SPA | TAR | NÜR | LEM | ZEL | WAT |     |     |     |     |     |     |     |
| 1973   | Ecurie Escargot    | Porsche Carrera RSR     |     |     |     |     |     |     | 12  |     |     |     |     |     |     |     |     |     |     |
| 1974   | Performance Center | Porsche Carrera RSR     | MON | SPA | NÜR | IMO | LEM | ZEL | WAT | LEC | BRH | KYA |     |     |     |     |     |     |     |
| 1974   | Performance Center | Porsche Carrera RSR     |     |     |     | 13  |     |     |     |     |     |     |     |     |     |     |     |     |     |
| 1975   | Escar              | Porsche 911 Carrera RSR | DAY | MUG | DIJ | MON | SPA | PER | NÜR | ZEL | WAT |     |     |     |     |     |     |     |     |
| 1975   | Escar              | Porsche 911 Carrera RSR | 6   |     |     |     |     |     |     |     |     |     |     |     |     |     |     |     |     |
| 1976   | Ecurie Escargot    | Porsche Carrera RSR     | MUG | VAL | NÜR | MON | SIL | IMO | NÜR | ZEL | PER | WAT | MOS | DIJ | DIJ | SAL |     |     |     |
| 1976   | Ecurie Escargot    | Porsche Carrera RSR     |     |     |     |     |     |     | 6   |     |     |     |     |     |     |     |     |     |     |
| 1977   | John Paul senior   | Porsche 911 Carrera RSR | DAY | MUG | DIJ | MON | SIL | NÜR | VAL | PER | WAT | EST | LEC | MOS | IMO | SAL | BRH | HOK | VAL |
| 1977   | John Paul senior   | Porsche 911 Carrera RSR | 34  |     |     |     |     |     |     |     |     |     |     |     |     |     |     |     |     |
| 1978   | Bruce Jennings     | Porsche 911             | DAY | SEB | MUG | TAL | DIJ | SIL | NÜR | LEM | MIS | DAY | WAT | VAL | ROD |     |     |     |     |
| 1978   | Bruce Jennings     | Porsche 911             |     |     |     |     |     |     |     | 13  |     |     |     |     |     |     |     |     |     |
| 1984   | Goodrich Company   | Lola T616               | MON | SIL | LEM | NÜR | BRH | MOS | SPA | IMO | FUJ | KYA | SAN |     |     |     |     |     |     |
| 1984   | Goodrich Company   | Lola T616               | 10  |     |     |     |     |     |     |     |     |     |     |     |     |     |     |     |     |